# Mauna Loa Road
La Mauna Loa Road, la Bird Park Road ou encore le Mauna Loa Truck Trail est une route américaine située dans le comté d'Hawaï, à Hawaï. Protégée au sein du parc national des volcans d'Hawaï, elle grimpe en lacets les flancs du Mauna Loa jusqu'à atteindre le Mauna Loa Lookout. Elle est inscrite au Registre national des lieux historiques depuis le 14 janvier 2015.